# 中華航空642號班機空難

CI642班机座位图

CI642班機座位圖

中華航空642號班機是一班以麥道MD-11客機（機身編號B-150）執飛的中華航空班機。1999年8月22日，CI642號班機搭載300名乘客及15名機組人員，欲在颱風森姆影響之下的惡劣天氣中降落香港國際機場（赤鱲角機場）時發生意外墜毀；著地時右機翼觸地折斷至機身翻轉，並且發生爆炸，造成機上3人死亡，50人重傷。由於香港國際機場航空管制員的預見，因而在飛機尚未停定時已經發出緊急服務警號，致使機場消防隊迅速抵達現場救援，加上當時正在狂風暴雨而稍微減緩了火勢，否則意外傷亡可能不止此數。由於為香港回歸中國及香港國際機場啟用以來首宗嚴重航空事故，因此備受各界注目。
雖然是中華航空的班機，但B-150在事發時由於剛剛从華信航空調轉回中華航空而未能及時更換塗裝，因此經常被誤認為是「華信航空642號班機」。

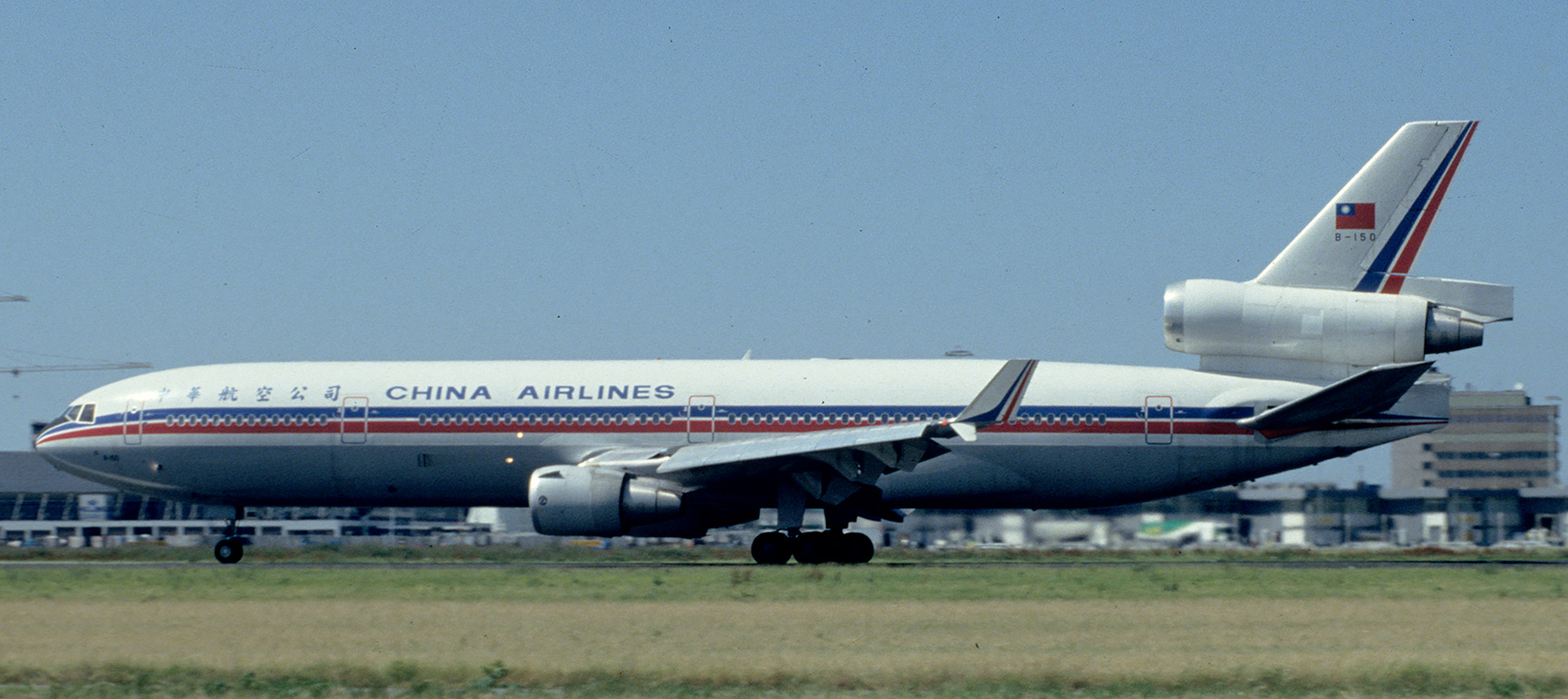
B-150，發生事故的客機，於1993年攝於荷蘭阿姆斯特丹史基浦機場，當時的客機為此客機第一次的華航塗裝時期

## 經過
當天該班機由泰國曼谷廊曼機場起飛，飛行計劃為途經香港國際機場後轉飛桃園中正國際機場（今台灣桃園國際機場）。時值香港正受颱風森姆（TY. Sam）吹襲。中華航空642號班機在曼谷起飛前作出應變計劃，準備必要時不中停香港，直接飛往台北。飛機並因可能需要在香港上空盤旋較長時間等待降落而多攜備用燃料。因此飛機在香港降落時，429,557磅的降落重量達到430,000磅最大降落重量的99.897%。
飛機準時在1999年8月22日於曼谷起飛，計劃於同日18時38分抵達香港。在曼谷飛香港途中，中華航空642號班機接收到最新關於香港國際機場的天氣報告。17時40分，香港機場天氣為：風向為320° 風速30節，陣風45節，有大雨，可能有風切變及強烈亂流。機長當下決定繼續飛往香港，希望隨著颱風的移動，降落時機場風速會有所改變。
在中華航空降落前1小時內，香港國際機場曾經有4班航班嘗試降落但未能成功而復飛，5班航班選擇轉降其他機場；另外12班則成功降落。在出事前4分鐘，尚有1架國泰777客機成功著陸。
18時36分，班機抵達香港飛航管制區，準備在25L跑道著陸。此時颱風森姆位於機場東北約50公里，香港天文台正懸掛八號西北烈風或暴風信號。18時41分，飛機距離著陸點14海浬，控制塔通知25L跑道（Hdg：253，跑道成東北-西南向）有雨，風向320°（西北風），風速26節，陣風36節；機長認為側風過高（風向與跑道方向成大約20°角），但選擇繼續下降，準備在1,000呎之下再作決定。
飛機下降至700呎時，控制塔通知機長，跑道風向320°，風速28節，陣風38節，比較之前有所增加；側風按計算為26節，已經超出安全最高限制2海浬，但機長仍然選擇繼續降落。飛機下降至30呎以後，頂風突然減弱，導致升力減少；而引擎推力在自動油門控制下維持在怠速。兩名機師俱未察覺接近滿載之MD-11下降速度正在增加。最終飛機接地時，下降速度增加至每分鐘1,080呎（每秒18呎），遠高於麥道公司（後為波音收購）所設計的最高上限每秒12呎。此時正在進行側風着陸的飛機，右面起落架先著地。起落架未能承受撞擊力，即時折斷。撞擊力同時傳入機翼結構，引致右機翼在接近機身附近地方斷裂。由右面盛滿燃料的油箱漏出的燃料隨即著火。機身在左面機翼的揚力影響下向左翻滾，飛機衝出跑道左面草地，全機上下倒轉後突然爆炸。

## 救援
由於香港國際機場航空管制員的預見，因而在飛機尚未停定時已經發出緊急服務警號。最終飛機在南跑道翻側，機身仰臥草坪，右機翼折斷及發生火災。當時狂風骤雨，在跑道旁的草坪亦有洪水淹至，現場環境惡劣，不過往機內猛灌的雨水也抑制了火災，機場消防隊繼而在事發後1分鐘內抵達現場，在2分鐘內控制火勢，及於5分鐘內將火撲滅，並且聯同其他部門人員再次進入機倉搜索及拯救生還者；兩輛救護車輛亦同時抵達現場。晚間7時18分，消防處請求醫療輔助隊到場協助，多輛醫療輔助隊及香港聖約翰救傷隊救護車輛以及389名人員，由晚間7時40分起被調派趕赴現場；共212名乘客及機組人員分別被送往6家醫院。
乘客郭錦明先生及譚忠強先生，因事故後協助大量傷者逃生，獲授予金英勇勳章。

## 傷亡
傷者多數為扭傷、撞傷及燒傷；當中44名乘客及6名機組人員重傷；3名乘客死亡。其中1名遇難者於事發時坐在機首商務客位，死因為溺斃；另外一名遇難乘客懷疑未緊扣安全帶，機身反轉時撞擊致死；餘下一名遇難者則是坐在右舷接近機翼處，在火災中嚴重燒傷，入院7日後傷重不治。由於救援行動迅速，致使是次空難的傷亡為同類型中比較少。

## 原因
事後香港民航處進行之調查報告指出，肇事飛機之機長及副機長需要為意外負上最大責任。報告指出，機長在飛機下降至30呎以後未能夠就飛機下降速度過快作出補救，是導致飛機墜毀的直接原因。在整個操作過程中，機長並無完全跟從中華航空守則行事；副機長更兩次犯錯，向機長提供錯誤資料。報告建議中華航空加強對機師培訓，同時需確保機師遵守守則執勤。

## 影響
事發之後，中華航空並未停用CI642之航班編號，惟香港至曼谷一段於2010年10月31日起停辦，現時CI641、CI642只服務臺北至香港。
事發時，在香港國際機場附近停泊的一架私家車車內乘客，正在拍攝飛機降落過程及記錄了事故發生的全過程，這段影片被上傳至YouTube和Airdisaster.com。

## 衍生作品
中華航空642號班機空難於2012年被香港電台改編成為《火速救兵II》第二集之《蓄勢待發》單元。

## 外部連結
- Airdisaster.com上的意外短片
- YouTube上的約6時43分飛機降落及著火的情景（19秒）（英語）
- McDonnell Douglas MD-11（意外照片），Airliners.net（页面存档备份，存于）
- （繁體中文）/（英文）香港民航處關於中華航空642號班機調查報告 （页面存档备份，存于） - 民航處